# 佐藤ゆか
佐藤 ゆか（さとう ゆか、1997年2月23日 - ）は、日本のAV女優。マインズ所属。

## 経歴
幼少時から高校まで芸能事務所に在籍。ただしレッスンだけで芸能関係の仕事はほとんどしていない。その後エステサロンに勤務を経て、スカウトで業界入り。
2019年4月26日に配信専門アダルトビデオメーカー・FALENOからデビュー。デビュー前の2019年4月2日にはAbemaTV「スピードワゴンの月曜The NIGHT」に出演し、吉沢明歩や夢見照うたと共演している。
2019年12月1日、自身の新しいTwitterで「結々萌奈実（ゆゆ もなみ）」への改名を報告。

## 人物
趣味は映画鑑賞。
デビューまでの交際人数は2人で、経験人数は3人。
デビュー時は出身地を非公開としていたが、2019年6月の『FLASH』（光文社）掲載時に岡山県出身と明かしている。
門限のある堅い家庭に育ち、デビューまでアダルトビデオを見たことがなかった。スカウトされ出るに至ったきっかけは思春期に芸能でくじけたこともあり、「テレビに出たかったから」としている。このため通販サイト「FANZA」の存在など、AVにまつわる用語や事柄もインタビュー取材などで初めて知ることが多い。

## 作品

### アダルトビデオ
「FALENO」作品はすべてU-NEXTでの先行配信。

#### 「佐藤ゆか」名義
2019年
- 美白くびれGカップ　よくばりボディAVデビュー（4月26日、FALENO）※10月24日にDVD発売
- 欲張りおっぱい性感開発　VOL.1（5月10日、FALENO）
- 欲張りおっぱい性感開発　VOL.2（5月24日、FALENO）※11月21日にDVD発売。
- さとゆかと甘～い同棲生活　VOL.1（6月28日、FALENO）[10]
- さとゆかと甘～い同棲生活　VOL.2（7月9日、FALENO）[11]
- 癒しのGカップ♥さとゆか初体験ソープ VOL.1（8月16日、FALENO）[12]
- 癒しのGカップ♥さとゆか初体験ソープ VOL.2（8月30日、FALENO）[13]
- むぎゅ乳コス VOL.1（9月13日、FALENO）
- むぎゅ乳コス VOL.2（9月27日、FALENO）[14]
- いきなり羞恥SEX みんなの隣でドキドキ即ハメ声我慢 Vol.1（10月15日、FALENO）[15]
- いきなり羞恥SEX みんなの隣でドキドキ即ハメ声我慢 Vol.2（10月29日、FALENO）[16]

2020年
- 発掘 岩手の大自然で育まれた天然巨乳原石 中出し生撮り ゆか (1月1日、キチックス) ※「ゆか」名義
- も～さきっぽだけだよ♥ 亀頭だけなら挿入OK!スローピストンおっぱぶ嬢 (1月9日、SODクリエイト)
- オヤジの濃厚テクでイクイク体質にされた爆乳女子大生 (1月13日、Fitch)
- いま人気のマッチングアプリで出会った!誰にでも優しくノリが良い笑顔の美白巨乳JDゆかちゃんを快楽責めで追い込み号泣アクメ中出ししてやった (1月13日、E-BODY) ※「ゆかちゃん」名義
- 美乳の彼女が巨漢センパイに圧迫固定で寝取られ中出しされた時の話です (1月25日、kawaii*)
- 終電UWK (2月6日、SODクリエイト)
- むぎゅ乳コス (2月6日、FALENO)
- おっぱいで超誘惑してくる新人セクキャバ嬢 (2月7日、 unfinished)
- 巨乳J○バス痴漢～3学期から先生とクラスの怖い人たちにイタズラされてます～ (3月26日、SODクリエイト)
- おっとりGカップのご褒美ボディ 佐藤ゆか全6タイトル8時間BEST（8月19日、FALENO）

#### 「結々萌奈実」名義
2020年
- 最高のパパ活。ムッチムチ巨乳美少女2人の極上焦らしご奉仕プレイ (3月20日、DOC) 共演:原花音
- 「天使!?小悪魔!?」美人ナースさんは実は欲求不満！!精子搾取キツマン騎乗位で僕のチ●ポをギュッと抱きしめ何度も何度もイカされまくった。2 (3月20日、DOC) 他出演:星島るり、真宮あや、小鳥遊ももえ
- 【エロ肉注意】肉感巨乳のデカ尻ドスケベボディーに肉棒ブチ込まれアヘ顔イキ狂い! (4月19日、チキチキカマー)
- 入院中の禁欲生活に耐え切れない弟が看護師のデカ尻姉に媚薬を飲ませると白パンスト擦りつけながら淫らに股間を滴らせ、カニバサミで中出しを求めた!SPECIAL (5月15日、V&R PRODUCE) 他出演:桜庭ひかり
- 結婚記念日…写真家の義父に脱がされヌードモデルになった妻 (5月19日、ヴィーナス)

### アダルトVR

#### 「佐藤ゆか」名義
- 隣に住む憧れのお姉さんが無防備すぎて僕は、、、 (2019年12月1日、unfinished)

#### 「結々萌奈実」名義
- 排卵日にしか性交しないおとなしくて地味な巨乳娘 もなみさん (2020年3月18日、KMPVR)
- 昨日も今日も、ましゅまろ爆乳Gカップ 敏感'生ハメ'連続種付け射精 (2020年4月4日、KMPVR -bibi -)

### イメージビデオ
- Yuka さとゆかの甘い初体験（2019年10月3日、REbecca）

## 出演

### ウェブテレビ
- スピードワゴンの月曜The NIGHT（2019年4月2日、AbemaTV）[5]
- 川上奈々美のセクステ（2019年8月24日、ニコニコ生放送）

### テレビ
- 阿部乃ちゃんねる（2019年11月2日、12月1日、エンタ!959）